# Geonext
Geonext (eigene Schreibweise: {\displaystyle GEONE_{x}T}) ist eine Dynamische-Geometrie-Software (DGS), die komplett in Java entwickelt worden ist. Sie wurde von 1999 bis 2007 an der Fakultät für Mathematik und ihre Didaktik der Universität Bayreuth aus dem Programm Geonet weiterentwickelt.
Geonext unterliegt der GNU General Public License und ist für die Betriebssysteme Windows, GNU/Linux sowie Mac OS X kostenlos erhältlich. Es liegt mittlerweile in der Version 1.74 vor.
Ein ähnliches, ebenfalls kostenlos erhältliches, Programm ist GeoGebra.

## Auszeichnungen
Auf der Learntec 2007, der jährlich in Karlsruhe stattfindenden Kongressmesse für E-Learning, erhielten die Programmierer von Geonext, Carsten Miller und Volker Ulm, den Deutschen eLearning-Innovations- und Nachwuchs-Award (D-ELINA) 2007.